# 李連英
李連英（りれんえい、道光28年10月17日（1848年11月12日） - 宣統3年2月4日(1911年3月4日）は、西太后の腹心として活躍した宦官。

## 生涯
李連英は貧しい家庭の次男として生まれた。毛皮商人だった父親は事業に失敗し、長男には知的障害があったため、家族の経済的圧迫を軽減するために、1853年に、6歳の時に自宮を受けて、宦官となり、鄭親王端華の宮殿に仕え始めた。
1856年に紫禁城に入り、名を李英泰から李進喜に改め、1867年に第二総管になる。
1869年、西太后の側近の宦官安徳海が外出先で、山東巡撫の丁宝鎮によって済南で斬首されると、安徳海に代わり李連英が西太后の側近となり、大総管に昇進した。
1871年、西太后から連英の名を与えられ、李連英に改名する。李連英は西太后の寵愛を受けても安徳海と違い傍若無人な態度を取らない慎重な性格で知られていて、西太后の機嫌を損ねた者がいても、常に西太后を宥め、彼らを守ろうとした。光緒帝が西太后により軟禁された際も、光緒帝を保護しようと働き掛けた為、宮中の人々は彼を高く評価していた。
西太后の死後は紫禁城を出て、3年後に自宅で死去した。

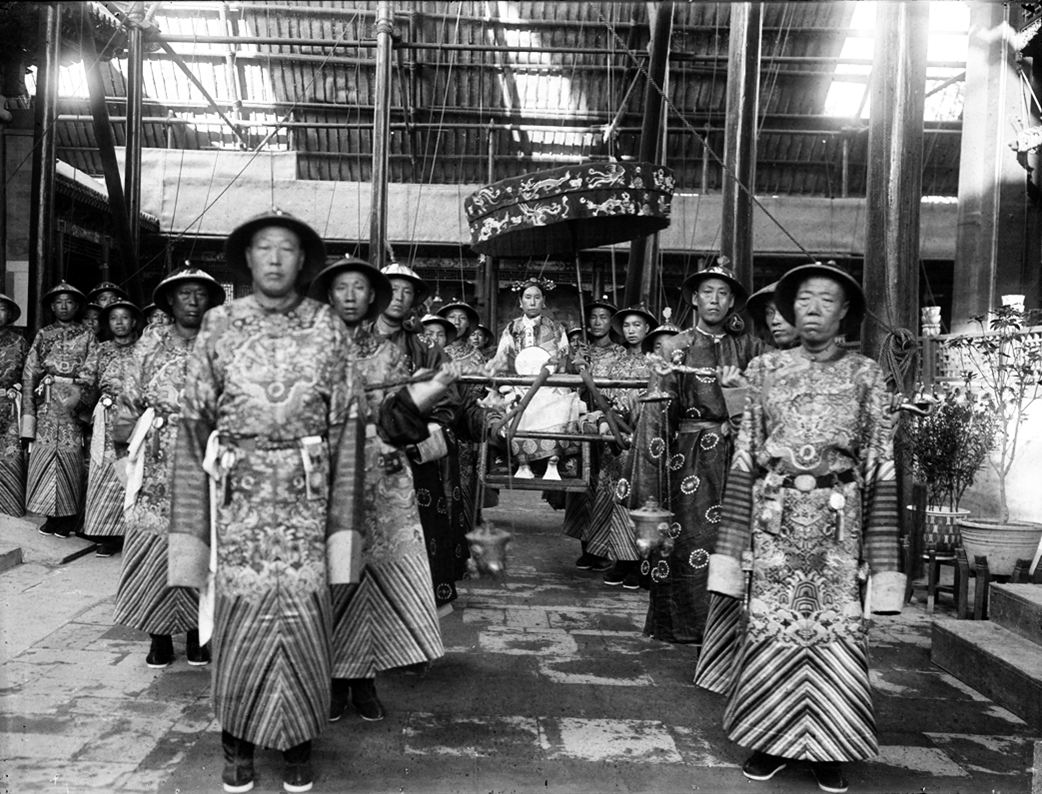
頤和園仁寿殿前で輿に乗る西太后。前列右が李連英。前列左が崔玉貴。

## 書籍
- 『西太后に侍して　紫禁城の二年間』原作：徳齢太田七郎・田中克己訳、講談社学術文庫。